# イジー・シュタイネル
イジー・シュタイネル（Jiří Štajner, 1976年5月27日 - ）は、チェコ、ベネショフ出身のサッカー選手。ポジションはフォワード。

## 経歴
2001-02シーズンのガンブリヌス・リガ得点王。UEFAカップでも活躍しドイツへ移籍した。2006年のワールドカップには、チェコ代表の一員として出場した。
豊富な運動量を武器に相手がバテ始める試合中盤以降に輝きを放つ。攻撃的ミッドフィルダーやウィンガーとしてもプレーした。

## 代表歴

### 出場大会
- チェコ代表
  - 2006 FIFAワールドカップ

### 試合数
- 国際Aマッチ 37試合 4得点（2002年-2012年）[2]

| チェコ代表 | 国際Aマッチ | 国際Aマッチ |
| 年         | 出場        | 得点        |
| ---------- | ----------- | ----------- |
| 2002       | 8           | 0           |
| 2003       | 4           | 1           |
| 2004       | 2           | 1           |
| 2005       | 3           | 0           |
| 2006       | 10          | 2           |
| 2007       | 0           | 0           |
| 2008       | 0           | 0           |
| 2009       | 5           | 0           |
| 2010       | 3           | 0           |
| 2011       | 1           | 0           |
| 2012       | 1           | 0           |
| 通算       | 37          | 4           |